# Mezinárodní boxerská asociace
Mezinárodní boxerská asociace (anglicky The International Boxing Association, francouzsky Association Internationale de Boxe Amateur) zastřešuje národní boxerské asociace. Dříve se jmenovala Mezinárodní boxerská federace (anglicky The International Boxing Association, francouzsky Association Internationale de Boxe Amateur) a užívala zkratku AIBA. 

## Historie
Založena byla roku 1946. Je členem mezinárodních organizací: mezinárodní olympijský výbor, SportAccord a ARISF. V České republice je jejím členem Česká boxerská asociace (ČBA).

## Názvy
- od 24. srpna 1920 — International Federation of Amateur Boxers (Fédération Internationale de Boxe Amateur, FIBA);
- od 28. listopadu 1946 — Amateur International Boxing Association, AIBA;
- 22. listopadu 2007 proběhla, coby součást reforem organizace, změna názvu na současný — International Boxing Association — avšak zkratka zůstala nezměněna;
- V prosinci 2021 byla zkratka v rámci rebrandingu a vymezení vůči předchozímu vedení změněna na IBA.